# 15635 Ендрюгоґер
15635 Ендрюгоґер (2000 JV27, 1992 GJ8, 1993 QM3, 15635 Andrewhager) — астероїд головного поясу, відкритий 7 травня 2000 року.
Тіссеранів параметр щодо Юпітера — 3,478.